# Traje

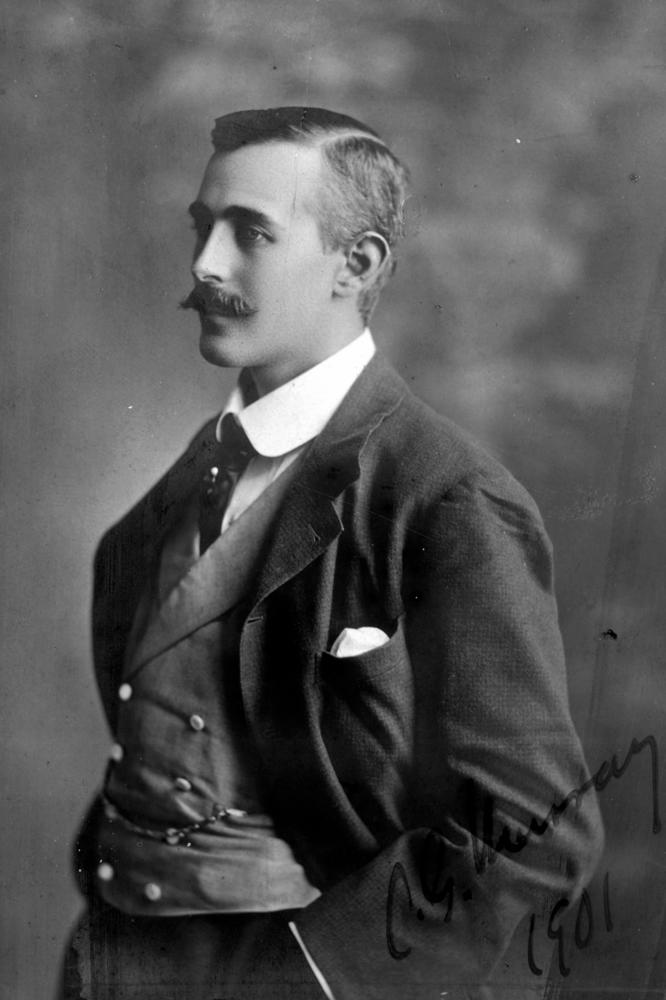
Hombre de 1901 vistiendo de traje.

El traje (del verbo latino: tragere y este del latino clásico trahĕre, cuyo significado es "traer") es un atuendo que consta de chaqueta y pantalón o falda, los cuales han sido cortados de la misma tela, ya sea para mujer o varón, variando entonces muchas veces el aspecto del traje según el género. También se tipifica como traje al vestido típico de una región o país. 
También se le llama traje al vestido femenino corto de una sola pieza -en cambio el femenino traje de chaqueta es el de corte recto basado en una chaqueta y una falda o un pantalón que hagan juego con la chaqueta femenina, este traje femenino suele ser llamado con el galicismo tailleur —es decir traje sastre—. Muchas veces, especialmente durante el siglo XX, la palabra "traje" refiere al traje masculino que consta de chaqueta, pantalón y, a veces, chaleco, confeccionados con la misma tela; de este modo se suele llamar traje a la vestimenta masculina para actos solemnes o de "etiqueta" que constan de frac o chaqué que en tal sentido tal traje masculino es afín al traje de ceremonia o de etiqueta.
Por otra parte el traje de ceremonia o de gala es también el uniforme de gala típico de un alto cargo o de una dignidad (por ejemplo el ya en desuso traje de embajador), mientras que se llama traje corto al que consta de una chaquetilla corta y pantalón de talle alto muy usado por los bailaores flamencos y —en su variante traje de luces— por los toreros.
Por su parte, se llama traje de baño al bañador o prenda que se use para bañarse o nadar. El término traje también se utiliza para denominar al conjunto de piezas de indumentaria.

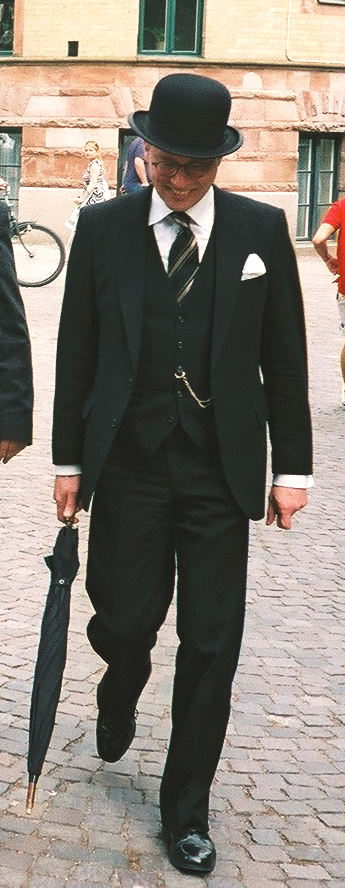
Hombre vistiendo un típico traje inglés de ciudad -del siglo XIX- de tres piezas y un bombín.

El término traje también se aplica a otros particulares atuendos o equipos que se ponen sobre algunas partes del cuerpo o cubriendo todo el cuerpo, como por ejemplo en los siguientes casos: traje español; traje de novio; traje espacial; etc.

## El traje occidental
Comúnmente se usa la palabra traje para denominar al conjunto tradicional masculino en el mundo occidental formado por un combinado de chaqueta y pantalón y en ocasiones, un chaleco. 

### Historia y origen del traje
El traje moderno apareció hacia mediados del siglo XIX en Inglaterra, donde se desarrollaron los patrones que aún hoy son vigentes y copiados en diversas regiones del mundo; pero los orígenes de su forma se pueden remontar a la revolución en el vestido masculino fijado por Carlos II, rey de Gran Bretaña en los años 1660. Carlos, después del ejemplo de la corte de Luis XIV en Versalles que decretó en 1666 que en la corte los hombres tenían que usar una capa larga o chaqueta, un chaleco (originalmente llamado enagua, término que más adelante se aplicó solamente al vestido de las mujeres), un pañuelo (antepasado de la corbata moderna) una peluca y los pantalones recogidos en la rodilla, así como un sombrero para el exterior. Las capas con los pantalones o incluso el chaleco que combinaban han alternado su vigencia durante los pasados cuatro siglos, si bien el moderno traje de salón todavía se deriva de los trajes históricos. 
Aunque es difícil ver el origen de la forma moderna del traje de ejecutivo en el elaborado y coloreado vestido de la corte del siglo XVII, el patrón básico ha sobrevivido por más de cuatrocientos años con algunos ajustes, a pesar del abandono de pelucas y de pantalones por la rodilla después de la revolución francesa; el auge de la sastrería británica, que utilizó el vapor, la presión, el acolchado y almidonado para moldear la tela de lana al cuerpo; la invención de la corbata moderna a fines del siglo XIX; y la desaparición gradual de chalecos y de sombreros durante los pasados cincuenta años dando como resultado el nacimiento de la levita, de corte cruzado, algunas veces llamado príncipe Alberto (por el príncipe consorte de la Reina Victoria) que en su momento era vestido como abrigo hasta la rodilla.
Lo que llamamos traje moderno fue originariamente una innovación inglesa del siglo XIX en la indumentaria. Originariamente se llamó traje de campo y era usado solamente en el campo y en la playa. El traje del campo se convirtió cada vez más en una forma ocasional de vestido llegándose a reservar solamente para las actividades recreativas. Esta prenda fue durante finales del siglo XIX algo muy reservado de la clase obrera y los agricultores hasta que en 1906 Keir Hardie fue elegido miembro independiente del Parlamento Británico representando al Partido del Trabajo, Keir Hardie al ser miembro del partido del trabajo jamás vistió de levita, cuando llegó al Parlamento resultó en una revolución total, irónicamente el "traje de campo" se convirtió en la nueva prenda predilecta del establishment británico.
El traje de salón fue usado cada vez más extensamente a fines del siglo XIX como prenda de día ocasional para la ciudad hasta que comenzó a convertirse en una alternativa aceptable al conjunto de mañana como prenda para la ciudad a comienzos del siglo XX. Mientras, el traje de salón llegó a ser cada vez más popular, de modo que incluso los hombres más humildes tenían por lo menos un conjunto para llevar el domingo a la iglesia. El chaleco fue usado regularmente con el traje hasta la Segunda Guerra Mundial, pero hoy se ve raramente.
En algunos países se le da el nombre de flux.

## Tipos de traje

Traje recto y traje cruzado respectivamente.

Independientemente de la moda en tejidos o colores, los trajes los podemos clasificar en tres grupos principales, teniendo en cuenta que puede haber cientos de variantes a estos cortes clásicos o base (anchura de solapas, botones en las mangas, etc.).

### Traje recto
El más utilizado en la actualidad, se utiliza este corte tanto en chaquetas de sport como en chaquetas de vestir. Tiene de dos botones, dos cortes laterales y los pantalones se llevan con o sin dobladillo, la chaqueta posee solapas largas y una abertura central del pico la cual deja ver más corbata. Estos elementos básicos pueden variar. Así también son posibles tres botones y un corte posterior o tres botones y dos cortes laterales.

### Traje cruzado
El traje cruzado tiene siempre dos cortes laterales y nunca un corte posterior. En la Europa continental se lleva a menudo sin cortes, aunque no es lo correcto. Una chaqueta sin cortes sólo sienta bien si se está de pie y no se meten las manos en los bolsillos. En muchos países esta ya es una incorreción y por ellos los cortes no están tan extendidos.

### Traje de tres piezas
Durante mucho tiempo fue difícil encontrar un traje de tres piezas de confección. Durante su primera etapa el traje estaba compuesto de tres partes: chaqueta, chaleco y pantalones. Actualmente, lo más normal es que conste de dos partes, chaqueta y pantalón: el chaleco languidece. Eso si, lleva decayendo desde la Segunda Guerra Mundial, lo cual hace sospechar que no está acabado del todo. Con todo, ya no forma parte del traje a medida tradicional, ya que la mayoría de oficinas de hoy en día son demasiado calurosas para sentirse cómodo con el uso de una capa suplementaria de los más frioleros, debe renunciarse al chaleco, a menos que en su entorno no esté mal visto desprenderse de la chaqueta y circular en chaleco y mangas de camisa.
Hay que tener en cuenta que en todos los modelos anteriores en la parte posterior de la chaqueta se pueden tener una apertura central, o dos aperturas simétricas. Aunque no es una norma, la apertura central suelen predominar en los trajes de "vestir" y las dos aperturas en las chaquetas de sport y chaquetas de "diario".